# بسکتبال در المپیک تابستانی ۲۰۱۲ – مسابقات گزینشی مردان
مسابقات  گزینشی مردان برای بسکتبال در المپیک ۲۰۱۲ بین سال‌های ۲۰۱۰ تا ۲۰۱۲ برگزار می‌گردد. تمام پنج قارهٔ در این مسابقات گزینشی شرکت داشتند.
اولین مسابقهٔ گزینشی قهرمانی جهان فیبا ۲۰۱۰ بود که قهرمان به صورت مستقیم به المپیک راه یافت. در دو سال بعد از آن چندین مسابقهٔ محلی در ناحیه‌های مختلف فیبا صورت گرفت، بعضی از این مسابقات شامل مسابقاتی بین تیم‌های قاره‌های مختلف بود، تا تیم‌های شرکت‌کننده در مسابقات المپیک لندن مشخص شود.

## گزینشی

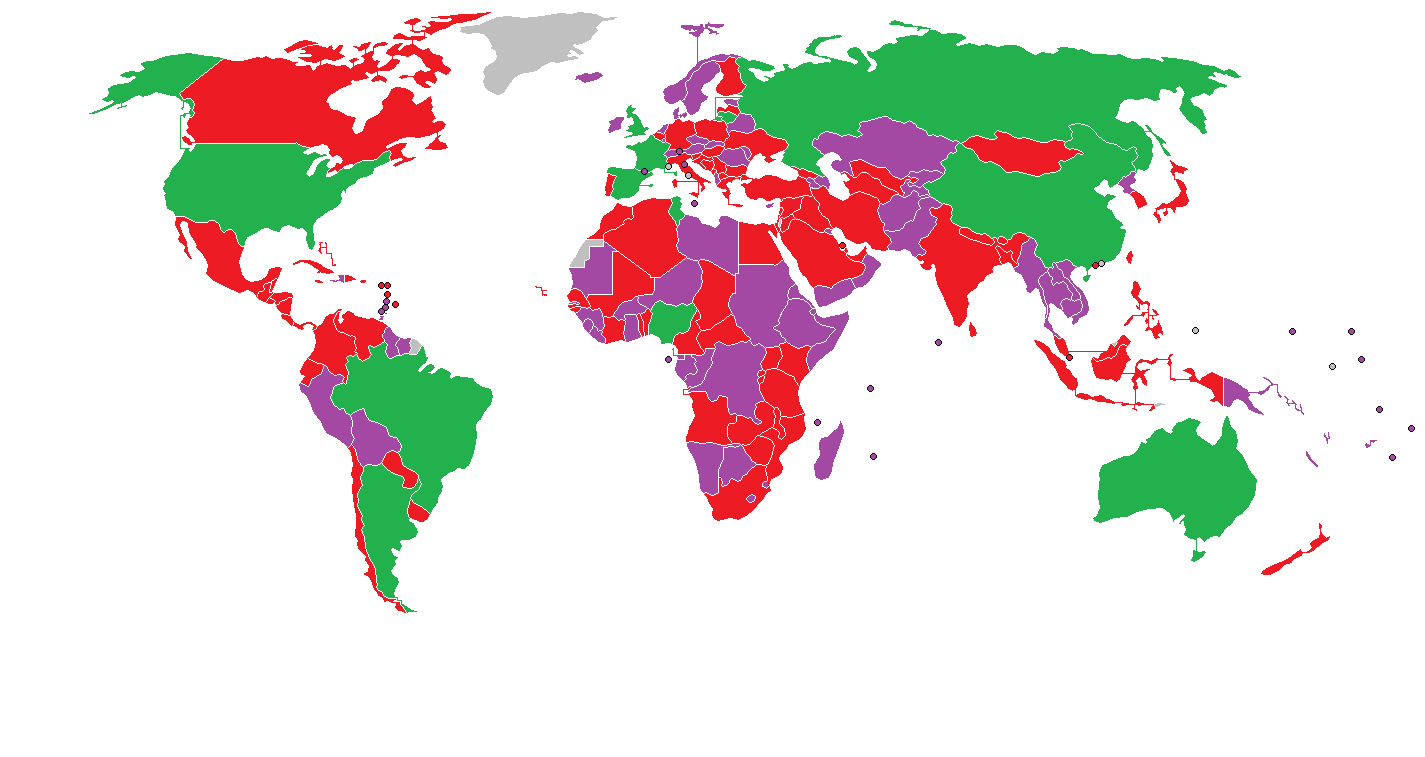
وضعیت فعلی انتخابی.

### انتخاب مستقیم
۱۲ تیم در مسابقات المپیک شرکت خواهند کرد که شامل قهرمانان قاره‌های به همراه تیم میزبان، تیم ملی بسکتبال بریتانیا کبیر، است.
۵ ناحیهٔ مسابقاتی برای تعیین تیم‌های شرکت‌کننده در المپیک وجود دارد و ۷ تیم از این طریق به مسابقات راه می‌یابند. هر ناحیه دارای سهمیه‌ای به شرح زیر است:
- فیبا آفریقا : ۱ تیم (قهرمان)
- فیبا آمریکا: ۲ تیم (فهرمان و نایب قهرمان)
- فیبا آسیا: ۱ تیم (قهرمان)
- فیبا اروپا: ۲ تیم (قهرمان و نایب قهرمان)
- فیبا اقیانوسیه: ۱ تیم (قهرمان)

اضافه بر این قهرمانی فعلی جهان(قهرمان سال ۲۰۱۰)، تیم ملی بسکتبال ایلات متحده آمریکا نیز دارای سهمیه مستقیم به مسابقات المپیک است.

### انتخابی با کارت سفید
سه تیم دیگر نیز از طریق مسابقات جهانی گزینشی المپیک فیبا ۲۰۱۲، که تاکنون سهیمه را کسب نکرده باشند، به مسابقات نهایی المپیک در لندن راه پیدا خواهند کرد. هر منطقه دارای سهیمه‌ایی تعیین شده به شرح زیر است:
- فیبا آفریقا: ۲ تیم
- فیبا آمریکا:۳ تیم
- فیبا آسیا: ۲ تیم
- فیبا اروپا: ۴ تیم
- فیبا اقیانوسیه: ۱ تیم

## خلاصه
|جدول مسابقات مختلف برگزار شده برای انتخابی المپیک. ورزشگاه‌های برگزاری در ادامه آمده است، محل برگزاری نیز ذکر شده:
- قهرمانی جهان فیبا ۲۰۱۰: ترکیه
- جام ملت‌های آفریقا فیبا ۲۰۱۱: ماداگاسکار
- جام ملت‌های آمریکا فیب ۲۰۱۱ا: آرژانتین
- جام ملت‌های آسیا فیبا ۲۰۱۱: چین
- یوروبسکت ۲۰۱۱: لیتوانی
- جام ملت‌های اقیانوسیه فیبا ۲۰۱۱: استرالیا
- مسابقات جهانی گزینشی المپیک فیبا ۲۰۱۲-مردان: ونزوئلا

| رده  | جهان                | آفریقا        | آمریکا    | آسیا              | اروپا                                                       | اقیانوسیه | کارت سفید  |
| ---- | ------------------- | ------------- | --------- | ----------------- | ----------------------------------------------------------- | --------- | ---------- |
| ۱ام  | ایالات متحده آمریکا | تونس          | آرژانتین  | چین               | اسپانیا                                                     | استرالیا  | رده یکم    |
| ۲ام  | ترکیه               | آنگولا        | برزیل     | اردن              | فرانسه                                                      | نیوزیلند  | رده دوم    |
| ۳ام  | لیتوانی             | نیجریه        | دومینیکن  | کرهٔ جنوبی         | روسیه                                                       |           | رده سوم    |
| ۴ام  | صربستان             | ساحل عاج      | پورتوریکو | فیلیپین           | مقدونیه شمالی                                               |           | رده چهارم  |
| ۵ام  | آرژانتین            | سنگال         | ونزوئلا   | ایران             | لیتوانی                                                     |           | رده پنجم   |
| ۶ام  | اسپانیا             | C.A.R.        | کانادا    | لبنان             | یونان                                                       |           | رده پنجم   |
| ۷ام  | روسیه               | کامرون        | اروگوئه   | ژاپن              | اسلوونی                                                     |           | رده پنجم   |
| ۸ام  | اسلوونی             | مراکش         | پاناما    | تایوان            | صربستان                                                     |           | رده پنجم   |
| ۹ام  | برزیل               | مالی          | پاراگوئه  | سوریه             | آلمان · فنلاند · رده نهم                                    |           | Ranked 9th |
| ۱۰ام | استرالیا            | موزامبیک      | کوبا      | امارات متحدهٔ عربی | آلمان · فنلاند · رده نهم                                    |           | Ranked 9th |
| ۱۱ام | یونان               | مصر           |           | مالزی             | ترکیه · گرجستان · Ranked 11th                               |           | Ranked 9th |
| ۱۲ام | نیوزیلند            | رواندا        |           | ازبکستان          | ترکیه · گرجستان · Ranked 11th                               |           | Ranked 9th |
| ۱۳ام | فرانسه              | ماداگاسکار    |           | اندونزی           | کرواسی · بلغارستان · بریتانیای کبیر · اسرائیل · Ranked 13th |           |            |
| ۱۴ام | کرواسی              | آفریقای جنوبی |           | هند               | کرواسی · بلغارستان · بریتانیای کبیر · اسرائیل · Ranked 13th |           |            |
| ۱۵ام | آنگولا              | چاد           |           | بحرین             | کرواسی · بلغارستان · بریتانیای کبیر · اسرائیل · Ranked 13th |           |            |
| ۱۶ام | چین                 | توگو          |           | قطر               | کرواسی · بلغارستان · بریتانیای کبیر · اسرائیل · Ranked 13th |           |            |
| ۱۷ام | آلمان               |               |           |                   | اوکراین · لهستان · بوسنی و هرزگوین · ایتالیا · Ranked 17th  |           |            |
| ۱۸ام | پورتوریکو           |               |           |                   | اوکراین · لهستان · بوسنی و هرزگوین · ایتالیا · Ranked 17th  |           |            |
| ۲۹ام | ایران               |               |           |                   | اوکراین · لهستان · بوسنی و هرزگوین · ایتالیا · Ranked 17th  |           |            |
| ۲۰ام | لبنان               |               |           |                   | اوکراین · لهستان · بوسنی و هرزگوین · ایتالیا · Ranked 17th  |           |            |
| ۲۱ام | ساحل عاج            |               |           |                   | مونته‌نگرو · لتونی · بلژیک · پرتغال · Ranked 21st            |           |            |
| ۲۲ام | کانادا              |               |           |                   | مونته‌نگرو · لتونی · بلژیک · پرتغال · Ranked 21st            |           |            |
| ۲۳ام | اردن                |               |           |                   | مونته‌نگرو · لتونی · بلژیک · پرتغال · Ranked 21st            |           |            |
| ۲۴ام | تونس                |               |           |                   | مونته‌نگرو · لتونی · بلژیک · پرتغال · Ranked 21st            |           |            |

## مسابقات کارت سفید
مسابقات در کاراکاس و بین ۲ تا ۸ ژوئیه ۲۰۱۲ برگزار خواهد شد. تیم یکم هر گروه به مسابقات حذفی راه پیدا کرده. برنده مسابقات حذفی به صورت خودکار به المپیک راه پیدا می‌کند.

### گروه الف
| گلدان یک                                | گلدان ۲                                   | گلدان ۳                            |
| --------------------------------------- | ----------------------------------------- | ---------------------------------- |
| روسیه · مقدونیه شمالی · لیتوانی · یونان | دومینیکن · پورتوریکو · ونزوئلا · نیوزیلند | آنگولا · نیجریه · اردن · کرهٔ جنوبی |

| تیم       | بازی | برد | باخت | امتیاز خورده | امتیاز گرفته | تفاوت گل | امتیاز |
| --------- | ---- | --- | ---- | ------------ | ------------ | -------- | ------ |
| یونان     | ۰    | ۰   | ۰    | ۰            | ۰            | ۰        | ۰      |
| اردن      | ۰    | ۰   | ۰    | ۰            | ۰            | ۰        | ۰      |
| پورتوریکو | ۰    | ۰   | ۰    | ۰            | ۰            | ۰        | ۰      |

| ۲ ژوئیه ۲۰۱۲ ۱۳:۳۰ |  | یونان | در برابر | اردن |  | پولیدرو دی کاراکاس، کاراکاس داور: ویسنته بالتو (اسپانیا)، اسخاندرو سزار چیت(آرژانتین)، لانگشنگ کیائو(چین) |

| ۳ ژوئیه ۱۷:۰۰ |  | اردن | در برابر | پورتوریکو |  | پولیدرو دی کاراکاس، کاراکاس |

| ۳ ژوئیه ۱۹:۳۰ |  | پورتوریکو | در برابر | یونان |  | =پولیدرو دی کاراکاس، کاراکاس |

### گروه ب
| تیم     | بازی | برد | باخت | امتیاز خورده | امتیاز گرفته | تفاوت گل | امتیاز |
| ------- | ---- | --- | ---- | ------------ | ------------ | -------- | ------ |
| لیتوانی | ۰    | ۰   | ۰    | ۰            | ۰            | ۰        | ۰      |
| نیجریه  | ۰    | ۰   | ۰    | ۰            | ۰            | ۰        | ۰      |
| ونزوئلا | ۰    | ۰   | ۰    | ۰            | ۰            | ۰        | ۰      |

| ۲ ژوئیه ۱۹:۳۰ |  | نیجریه | در برابر | ونزوئلا |  | پولیدرو دی کاراکاس، کاراکاس داور: خوان کارلوس گارسیا گونزالس(اسپانیا)، ماتجی بالتازار(اسلوونی)، روشتو نوران (ترکیه) |

| ۳ ژوئیه ۱۹:۳۰ |  | ونزوئلا | در برابر | لیتوانی |  | پولیدرو دی کاراکاس، کاراکاس |

| ۴ ژوئیه ۱۷:۰۰ |  | لیتوانی | در برابر | نیجریه |  | پولیدرو دی کاراکاس، کاراکاس |

### گروه پ
| تیم       | بازی | برد | باخت | امتیاز خورده | امتیاز گرفته | تفاوت گل | امتیاز |
| --------- | ---- | --- | ---- | ------------ | ------------ | -------- | ------ |
| دومینیکن  | ۰    | ۰   | ۰    | ۰            | ۰            | ۰        | ۰      |
| روسیه     | ۰    | ۰   | ۰    | ۰            | ۰            | ۰        | ۰      |
| کرهٔ جنوبی | ۰    | ۰   | ۰    | ۰            | ۰            | ۰        | ۰      |

| ۲ ژوئیه ۱۱:۰۰ | گزارش | روسیه                                           | ۹۱–۵۶ | کرهٔ جنوبی |  | پولیدرو دی کاراکاس، کاراکاس |
| ۲ ژوئیه ۱۱:۰۰ | گزارش | امتیاز در هر کوارتر: ۲۷-۱۶، ۱۸-۱۰، ۲۲-۱۶، ۲۴-۱۴ |       |           |  | پولیدرو دی کاراکاس، کاراکاس |

| ۳ ژوئیه ۱۱:۰۰ |  | کرهٔ جنوبی | در برابر | دومینیکن |  | پولیدرو دی کاراکاس، کاراکاس |

| ۴ ژوئیه ۱۳:۳۰ |  | دومینیکن | در برابر | روسیه |  | پولیدرو دی کاراکاس، کاراکاس |

### گروه ت
| تیم           | بازی | برد | باخت | امتیاز خورده | امتیاز گرفته | تفاوت گل | امتیاز |
| ------------- | ---- | --- | ---- | ------------ | ------------ | -------- | ------ |
| آنگولا        | ۰    | ۰   | ۰    | ۰            | ۰            | ۰        | ۰      |
| مقدونیه شمالی | ۰    | ۰   | ۰    | ۰            | ۰            | ۰        | ۰      |
| نیوزیلند      | ۰    | ۰   | ۰    | ۰            | ۰            | ۰        | ۰      |